# Diocesi di Castra Severiana
La diocesi di Castra Severiana (in latino: Dioecesis Castraseverianensis) è una sede soppressa e sede titolare della Chiesa cattolica.

## Storia
Castra Severiana, da localizzare probabilmente nei pressi di Altava, ossia Ouled Mimoun nell'odierna Algeria, è un'antica sede episcopale della provincia romana della Mauritania Cesariense.
Unico vescovo conosciuto di questa diocesi africana è Fausto, il cui nome appare al 73º posto nella lista dei vescovi della Mauritania Cesariense convocati a Cartagine dal re vandalo Unerico nel 484; Fausto, come tutti gli altri vescovi cattolici africani, fu condannato all'esilio.
Dal 1933 Castra Severiana è annoverata tra le sedi vescovili titolari della Chiesa cattolica; dal 22 ottobre 2022 il vescovo titolare è Alessandro Giraudo, vescovo ausiliare di Torino.

## Cronotassi

### Vescovi residenti
- Fausto † (menzionato nel 484)

### Vescovi titolari
- Giuseppe Maritano, P.I.M.E. † (29 dicembre 1965 - 26 maggio 1978 dimesso)
- Paul Dacoury-Tabley (9 aprile 1979 - 19 dicembre 1994 nominato vescovo di Grand-Bassam)
- Evarist Pinto (17 febbraio 2000 - 5 gennaio 2004 nominato arcivescovo di Karachi)
- Vasyl' Semenjuk (10 febbraio 2004 - 19 ottobre 2006 nominato eparca di Ternopil'-Zboriv)
- Pedro María Laxague (14 novembre 2006 - 3 novembre 2015 nominato vescovo di Zárate-Campana)
- Giorgio Marengo, I.M.C. (2 aprile 2020 - 27 agosto 2022 nominato cardinale presbitero di San Giuda Taddeo Apostolo)
- Alessandro Giraudo, dal 22 ottobre 2022